# Pológoie Zaimisxe
Pológoie Zaimisxe (en rus: Пологое Займище) és un poble de l'óblast d'Astracan, a Rússia, segons el cens del 2010 tenia 1.035 habitants.